# Basketballklubben Falcon
Basketballklubben Falcon (normalt blot kaldt Falcon) er Danmarks største basketballklub. Klubben er hjemmehørende i Bülowsvejhallen på Frederiksberg og fokuserer i dag på ungdoms- og breddebasket med hold for børn fra 2-3 års alderen. Sidste gang både dame- og herreholdet optrådte i landets to bedste rækker (Dameligaen hhv. Basketligaen) var i sæsonen 2014/15. I sæsonen 2021/22 vendte Falcon tilbage til Kvindebasketligaen. 
Navnet Falcon viser dels tilknytningen til Frederiksberg Kommune, hvis byvåben har tre falke, og dels tilknytningen til Falkonergårdens Gymnasium.

## Klubbens historie
Falcon blev stiftet på Frederiksberg den 30. oktober 1958. Klubben blev stiftet af en gruppe elever på Falkonergårdens gymnasium under navnet Falkonisten. I 1962 blev navnet af praktiske årsager ændret til Falcon. Klubbens lange navn blev under resultatrubrikkerne i avisernes sportssektioner forkortet til "Falkon." og med inspiration fra USA lå det lige for at ændre navnet til Falcon.
Inspirationen til klubbens gule og sorte uniformer kommer sig af at klubben skulle vælge en farve til sine hold. Blå, grøn og rød m.fl. var taget af andre klubber, men den gule farve var ledig. Den sorte farve blev valgt, da den så godt ud på de gule uniformer. 
Falcon har vundet flere danmarksmesterskaber for seniorer og ungdom. Både på herre- og damesiden er det pr. 2023 blevet til seks DM-guld og fire sejre i Landspokalturneringen.
Med udgangen af sæsonen 2014/15 valgte klubben ikke at udnytte licenserne til Basketligaen og Dameligaen (nu Kvindebasketligaen) og dermed at ophøre med elitesatsningen. I stedet blev der udelukkende fokuseret på bredde- og ungdomsbasketball. Allerede i 2013 foretog klubben en udskilning af elitedelen fra klubben for at kunne koncentrere indsatsen på bredde- og ungdomssiden. Konsekvensen af de ændringer har betydet, at klubben er vokset fra 380 medlemmer i 2012 (DIFs medlemsstatistik) til at være Danmarks største basketballklub med 1.347 medlemmer i 2022 (DIFs medlemsstatistik). Falcon var er med 514 piger/kvinder i 2022 den klub indenfor holdsport med næstflest piger/kvinder som medlemmer.
Klubben har i dag ungdomshold fra U3 (dvs. under 4 år) til U19. I aldersgrupperne fra U3 til og med U6 er der tale om Mix hold, mens holdene i aldersgrupperne fra U7 og ældre opdeles i drenge og piger. Alle hold er inddelt i enkeltårgange efter fødselsår.
Klubbens seniorhold på damesiden går fra motionister til Kvindebasketligaen. Klubben valgte i sæsonen 2021/22 i samarbejder med Ajax og AKS Sportsgymnasium at rykke op i Kvindebasketligen. Fra sæsonen 2022/23 er samarbejdet ophørt og holdet i Kvindebasketligaen er fortsætter som et rent Falcon hold. 
På herresiden er der en række seniorhold fra motionister til 1. division.

## Klubbens resultater

### Herrer
- 4 DM-guld
- 3 pokalmesterskaber

### Damer
- 6 DM-guld
- 4 pokalmesterskaber

## Ekstern kilde/henvisning
- Falcons officielle hjemmeside

| Sport | Spire Denne artikel om sport er en spire som bør udbygges. Du er velkommen til at hjælpe Wikipedia ved at udvide den. |